# Ànit
Ànit (en grec antic: Ἄνυτος; en llatí: Anytus), fill d'Antemi, fou el més influent dels acusadors de Sòcrates en el seu judici.
Va heretar una gran fortuna del seu pare, que tenia una adoberia, segons que diu Plató. Plutarc al·ludeix a la seva relació íntima i després trencada amb Alcibíades.
El 409 aC fou enviat amb 30 vaixells a Pilos, que era assetjada pels espartans, però el temporal li va impedir superar el cap de Malea i va haver de tornar a Atenes on va ser acusat i jutjat per traïció, però se'n va sortir subornant als jutges, segons Plutarc i Diodor de Sicília, que diuen que aquest va ser el primer signe de corrupció del personatge. Durant el govern dels Trenta Tirans, sembla que va fer costat al partit democràtic i això li va comportar el desterrament (404 aC). Lísies l'esmenta com el cap dels exiliats de File, i diu que es va mostrar extremadament moderat.
Amb Sòcrates va tenir una relació tempestuosa per la seva hostilitat personal i professional. Després de la condemna de Sòcrates, els atenencs es van penedir i van condemnar a mort als principals acusadors. Mèlet va ser mort per lapidació, i Ànit i Lícon d'Atenes van ser enviats a l'exili.